# Celaena tripuncta
Celaena tripuncta är en fjärilsart som beskrevs av Curtis 1829. Celaena tripuncta ingår i släktet Celaena och familjen nattflyn. Inga underarter finns listade i Catalogue of Life.